# Kivijärvi (Gällivare socken, Lappland, 748453-172645)
Kivijärvi är en sjö i Gällivare kommun i Lappland och ingår i Kalixälvens huvudavrinningsområde. Sjön har en area på 2,19 kvadratkilometer och ligger 391 meter över havet. Kivijärvi ligger i Torne och Kalix älvsystem Natura 2000-område. Sjön avvattnas av vattendraget Kivijoki (Moskojoki).

## Delavrinningsområde
Kivijärvi ingår i det delavrinningsområde (748610-172405) som SMHI kallar för Utloppet av Kivijärvi. Medelhöjden är 424 meter över havet och ytan är 14,1 kvadratkilometer. Räknas de 10 avrinningsområdena uppströms in blir den ackumulerade arean 72,77 kvadratkilometer. Kivijoki (Moskojoki) som avvattnar avrinningsområdet har biflödesordning 2, vilket innebär att vattnet flödar genom totalt 2 vattendrag innan det når havet efter 301 kilometer. Avrinningsområdet består mestadels av skog (63 procent) och sankmarker (13 procent). Avrinningsområdet har 2,45 kvadratkilometer vattenytor vilket ger det en sjöprocent på 17,4 procent.